# Fenotipska osobina
Fenotipska osobina je distinktna varijanta fenotipskog karaktera organizma koja može da bude nasledna, određena životnom sredinom, ili kombinacijom ta dva faktora. Na primer, boja očiju je fenotipska osobina, dok su plave i smeđe oči fenotipi.

## Definicija
Fenotipska osobina je očevidna i primetna karakteristika. On je uočljiva posledica izražavanja gene. Na primer postoje geni koji kontrolišu boju kose, koji su deo genotipa, dok je sama boje kose fenotip.
Fenotipska osobina može da bude pojedinačna karakteristika ili količinska mera organizma. Najkorisnije osobine za genetičku analizu su prisutne u različitim formama kod različitih pojedinaca.

## Literatura
- Campbell, Neil; Reece, Jane (2011) [2002], „14”, Biology (Sixth изд.), Benjamin Cummings